# Emanuel Hernández
Juan Emanuel Hernández Rodríguez (Montevideo, Uruguay, 30 de octubre de 1997) conocido deportivamente como Emanuel Hernández, es un futbolista uruguayo. Juega como defensa y su equipo actual es el Club Olimpia Deportivo de la Liga Nacional de Honduras.

## Trayectoria

### River Plate
Realizó las inferiores en River Plate de Uruguay. En la temporada 2019 logra su debut con el plantel principal, donde jugó 9 partidos.

### Jaguares de Córdoba
Para el 2020 obtiene su primera experiencia internacional, al ser contratado por el Jaguares de Córdoba de Colombia para disputar el torneo de la Categoría Primera A.

## Clubes
| Club                | País      | Año       |
| ------------------- | --------- | --------- |
| River Plate         | Uruguay   | 2018-2020 |
| Jaguares de Córdoba | Colombia  | 2020-2021 |
| Danubio             | Uruguay   | 2021-2022 |
| Sarmiento de Junín  | Argentina | 2023-2024 |
| Cobresal            | Chile     | 2024-2025 |
| Olimpia             | Honduras  | 2025-Act. |